# Чаталджа (булевард във Варна)
 Тази статия е за булеварда във Варна.  За града в Турция вижте Чаталджа.  
„Чаталджа“ е булевард във Варна. Наречен е булевард, но по-цялата си дължина има габарити на по-широка улица.
Започва от кръстовище с ул. „Любен Каравелов" и завършва, продължен от ул. „Братя Бъкстон“. Осигурява етап от маршрута, свързващ от юг на север източните булеварди „Княз Борис I", „Мария Луиза", „Осми приморски полк" и „Васил Левски", Наименуван е в чест на епичните сражения през Балканската война.
Булевардите „Чаталджа“ и „Осми приморски полк" заедно с улиците „Генерал Колев" и „Войнишка" оформят каре, в което исторически са се разполагали сгради на Военното министерство. Сред тях са първата сграда на Военноморското училище, Щабът на Осми пехотен приморски полк, казарми, ведомствени жилища и гарнизонна кухня, повечето запазени и до днес като архитектурен паметник. Парцелът на гарнизонната кухня е интензивно застроен в началото на XXI век, като промяната на собствеността над него остава задълго обект на съмнения за неправомерна комасация.

## Обекти
Западна страна
- Регионална библиотека „Пенчо Славейков“ – Детски и средношколски комплекс

Източна страна
- Пазар „Чаталджа“[3]
- Супермаркет "Pette" (бивш „Пикадили Чаталджа“ 2007-2014, известен сред варненци като „Малкото Пикадили“)